# Stylidium preissii
Stylidium preissii là một loài thực vật có hoa trong họ Stylidiaceae. Loài này được (Sond.) F. Muell. miêu tả khoa học đầu tiên.